# Habo kommun
För andra betydelser, se Habo (olika betydelser).
Habo kommun (uttal (fil)) är en kommun i Jönköpings län. Centralort är Habo.
Kommunens landskap präglas av stora sand- och grusavlagringar. I sydväst finns Stråkensjöområdet och i norr finns ett skiftande landskap med åsryggar, kullar, plana fält och djupa dödisgropar. Kommunen är traditionellt en pendlarkommun där tillverkningsindustri och offentlig förvaltning dominerar det lokala näringslivet. 
Sedan kommunen bildades har befolkningstrenden varit positiv, där befolkningen mer än fördubblats sedan kommunen bildades och fram till 2020. Med undantag för mandatperioden 2014 till 2018 har kommunen uteslutande styrts av de borgerliga partierna.

## Administrativ historik
Kommunens område motsvarar socknarna: Brandstorp, Gustav Adolf och Habo. I dessa socknar bildades vid kommunreformen 1862 landskommuner med motsvarande namn. 
Vid kommunreformen 1952 uppgick Gustav Adolfs landskommun i Habo landskommun och  Brandstorps landskommun uppgick i den då bildade Fågelås landskommun.
Habo kommun bildades vid kommunreformen 1971 genom en ombildning av Habo landskommun. 1974 införlivades en del ur Fågelås kommun (Brandstorp).
Inför bildandet av Västra Götalands län den 1 januari 1998 överfördes kommunen, liksom grannen Mullsjö, från Skaraborgs län till Jönköpings län, efter att invånarna röstat för detta i en rådgivande folkomröstning. Tidigare kommunkod var 1623.
Kommunen ingick från bildandet till 1998 i Falköpings domsaga för att från 1998 ingå i Jönköpings domsaga.

## Geografi
Kommunen är belägen i de östra delarna av landskapet Västergötland vid sjön Vätterns västra strand. Habo kommun gränsar i nordväst till Tidaholms kommun och i norr till Hjo kommun, båda i före detta Skaraborgs län i nuvarande Västra Götalands län. I öster och söder gränsar kommunen till Jönköpings kommun och i väster till Mullsjö kommun, båda i Jönköpings län.

### Topografi och hydrografi
Som ett resultat av inlandsisens avsmältning och isens uppdämning av lokala issjöar präglas kommunens landskapet av stora sand- och grusavlagringar. I sydväst finns Stråkensjöområdet, vilket är en fortsättning på Tidandalen i grannkommunen  Mullsjö. Smältvattnet i området har avsatt stora mängder material vilket eroderat ut dalgångar ned mot sänkan i närheten av  landskapsgränsen. Hökensås är beläget i norra delen av kommunen och där finns såväl åsryggar, kullar, plana fält och djupa dödisgropar, vilket ger ett omväxlande landskap. Vid kittelfältet sydöst om Alvasjön är dödisgroparna speciellt välutbildade. Det omväxlande landskapet blir än tydligare  genom växtligheten, som är rished med gles tallskog. Svedåns mynningsområde och Domneåns nedre del finns längs med  Vätternstranden som utgörs av sandavlagringar men också av den väl utvecklade stranden från Baltiska issjön. Vätterns olikformiga landhöjning präglar båda dessa områden vilket är orsaken till att de väckt stort vetenskapligt intresse.

### Naturskydd
År 2023 fanns 19 naturreservat i Habo kommun. Haboskogens naturreservat är belägen vid Vätterstranden, mellan Hornåns och Lufsebäckens dalgångar. Där har erosionen kraftigt påverkat landskapet och bildat en brant med träd i varierade åldrar. Längs Knipåns dalgång löper två naturreservat, Knipån-Kivarp och Knipån nedre. Detta då området har höga naturvärden. Förutom att ån under flera 100 år använts för att driva kvarnar, sågar och diverse industrier finns där också sällsynta sländor och flodpärlmusslor. Gagnåns naturreservat är ett stort naturreservat som omfattar 320 hektar. I centrum för reservatet är även där en å, Gagnån, vars artsammansättningen består av både nordliga och sydliga arter. Av dessa är ett flertal hotade och sällsynta.

### Administrativ indelning

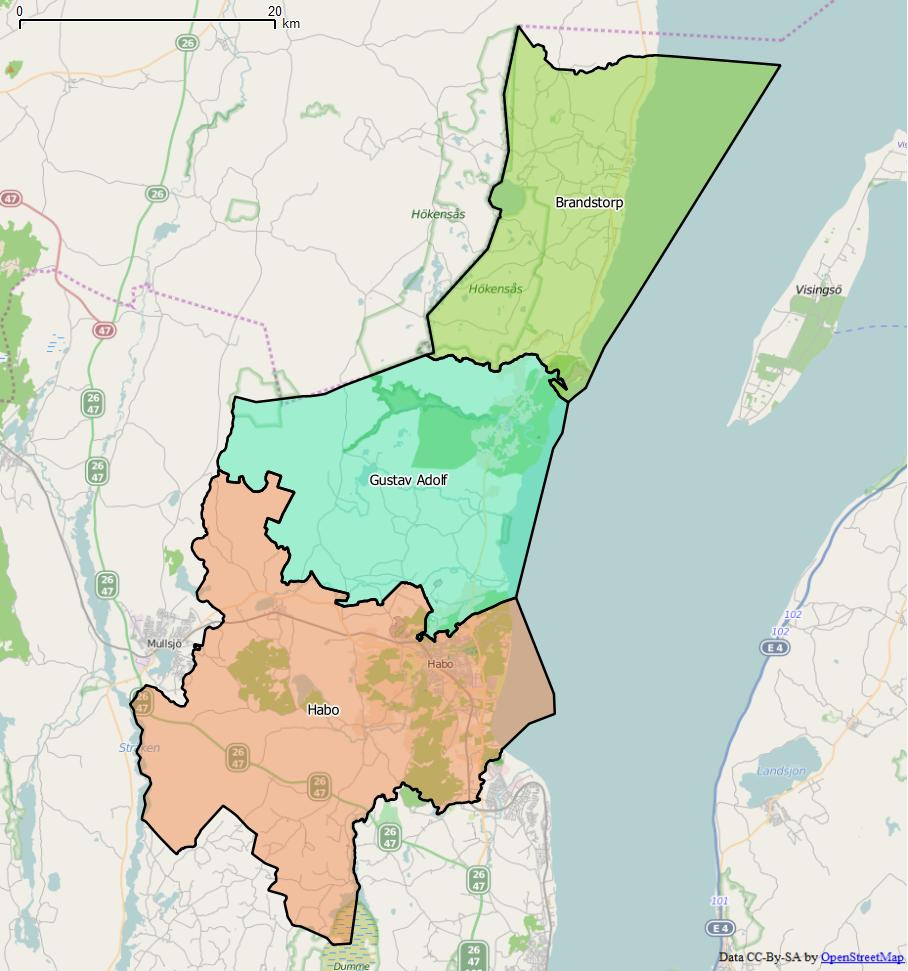
Distrikt (socknar) inom Habo kommun

Fram till 2016 var kommunen för befolkningsrapportering indelad i tre församlingar – Brandstorps församling, Gustav Adolfs församling och 
Habo församling. Församlingsindelningen i kommunen ändrade inte alls mellan 1999 (sista året med statskyrkan) och 2015.
Från 2016 indelas kommunen istället i tre distrikt, vilka motsvarar socknarna – Brandstorp, Gustav Adolf och 
Habo.

### Tätorter
Det finns en centralort och tre tätorter i Habo kommun.
I tabellen presenteras tätorterna i storleksordning per den 31 december 2022. Centralorten är i fet stil.
| Nr | Tätort    | Befolkning |
| -- | --------- | ---------- |
| 1  | Habo      | 9 176      |
| 2  | Furusjö   | 320        |
| 3  | Fagerhult | 265        |

## Styre och politik

### Styre
Från 1970 och fram till 2014 styrdes kommunen av de borgerliga partierna. Från  1983 till 2014 innehade Moderaterna posten som kommunstyrelsens ordförande. I valet 2014 förlorade dock de borgerliga partierna sin majoritet, och ett blocköverskridande styre med Socialdemokraterna, Kristdemokraterna, Centerpartiet och Miljöpartiet styrde åren 2014–2018. Efter valet 2018 återtog de borgerliga partierna makten och Moderaterna återtog platsen som kommunstyrelsens ordförande.
| 1994–1998 | M | KD | C  | FP |
| 1998–2002 | M | KD | C  | FP |
| 2002–2006 | M | KD | FP | C  |
| 2006–2010 | M | KD | FP | C  |
| 2010–2014 | M | KD | FP | C  |
| 2014–2018 | S | KD | C  | MP |
| 2018–2022 | M | KD | C  | L  |
| 2022–     | M | KD | C  | L  |

### Kommunfullmäktige

#### Presidium
| Presidium 2022–2026    | Presidium 2022–2026 | Presidium 2022–2026 |
| ---------------------- | ------------------- | ------------------- |
| Ordförande             | M                   | Lisbet Bärenholdt   |
| Förste vice ordförande | S                   | Jeanette Nyberg     |
| Andre vice ordförande  | KD                  | Jan Lenhammar       |

#### Mandatfördelning 1970–2022
| 11 | 10 | 6 | 3 | 5 |

| 32 |

| 11 | 11 | 5 | 3 | 5 |

| 33 |

| 10 | 9 | 9 | 2 | 5 |

| 30 | 5 |

| 11 | 8 | 7 | 3 | 6 |

| 29 | 6 |

| 12 | 7 | 4 | 4 | 8 |

| 29 | 6 |

| 13 | 5 | 5 | 3 | 9 |

| 26 | 9 |

| 12 | 2 | 5 | 4 | 4 | 8 |

| 29 | 6 |

| 11 |  | 2 | 4 | 3 | 5 | 9 |

| 26 | 9 |

| 12 | 2 | 4 | 2 | 4 | 11 |

| 22 | 13 |

| 2 | 11 |  | 3 |  | 6 | 11 |

| 23 | 12 |

|  | 12 |  | 2 | 3 | 6 | 10 |

| 24 | 11 |

| 12 | 2 | 3 | 6 | 12 |

| 22 | 13 |

| 11 |  |  | 2 | 2 | 6 | 12 |

| 22 | 13 |

| 11 | 2 | 5 | 2 | 2 | 5 | 8 |

| 21 | 14 |

|  | 9 |  |  | 4 | 3 | 3 | 5 | 8 |

| 20 | 15 |

|  | 9 |  |  | 5 | 2 | 2 | 5 | 9 |

| 20 | 15 |

### Nämnder

#### Kommunstyrelse
| Presidium 2022–2026    | Presidium 2022–2026 | Presidium 2022–2026 |
| ---------------------- | ------------------- | ------------------- |
| Ordförande             | M                   | Susanne Wahlström   |
| Förste vice ordförande | S                   | Tomas Brusberg      |
| Andre vice ordförande  | KD                  | Hans Jarstig        |

Källa:

#### Lista över kommunstyrelsens ordförande
| Namn | Namn              | Från | Till | Politisk tillhörighet |
| ---- | ----------------- | ---- | ---- | --------------------- |
|      | Lars Elwing       | 1983 | 2002 | Moderaterna           |
|      | Claes Näslund     | 2003 | 2009 | Moderaterna           |
|      | Thomas Werthén    | 2009 | 2014 | Moderaterna           |
|      | David Svensson    | 2014 | 2016 | Socialdemokraterna    |
|      | Gunnar Pettersson | 2016 | 2018 | Socialdemokraterna    |
|      | Susanne Wahlström | 2018 |      | Moderaterna           |

#### Övriga nämnder
| Nämnd 2022-2026                     | Ordförande | Ordförande        | Vice ordförande | Vice ordförande       | Andre vice ordförande | Andre vice ordförande        |
| ----------------------------------- | ---------- | ----------------- | --------------- | --------------------- | --------------------- | ---------------------------- |
| Barn- och utbildningsnämnden        | M          | Johanna Bergbom   | S               | Tomas Brusberg        | L                     | Anders Almfors               |
| Socialnämnden                       | KD         | Hans Jarstig      | S               | Nicklas Gustavsson    | M                     | Fredrik Wärnbring            |
| Fritids- och kulturnämnden          | KD         | Karin Hultberg    | S               | Eva Vettebring        | M                     | Henrik Sprorrong Esbjörnsson |
| Miljönämnden, Habo-Mullsjö kommuner |            |                   | C               | Helena Persson        | M                     | Erik Johansson               |
| Byggnadsnämnden                     | M          | Niklas Fungbrandt | S               | Anders Hellman        | KD                    | Jan Lenhammar                |
| Valnämnden                          | KD         | Ragnwald Ahlnér   | S               | Nils-Inge Carlsson    |                       |                              |
| Revisionen                          | S          | Robert Larsson    | M               | Marie Lindell Westmar |                       |                              |

## Ekonomi och infrastruktur

### Näringsliv
Kommunen är en typisk utpendlingskommun där en stor andel av befolkningen pendlar till framförallt Jönköpings kommun. Tillverkningsindustri och offentlig förvaltning dominerar det lokala näringslivet, där kommunen i början av 2020-talet var den klart största arbetsgivaren.
Det största företaget i Habo kommun år 2016 var AB Fagerhult med ca 700 anställda. Andra stora företag med ca 50-70 anställda var  Hedbergs mekaniska verkstad AB, Portsystem 2000, IsakssonGruppen AB och Gnotec JVAB (f d JV Kendrion). Godistillverkaren Webes var tidigare ett välkänt Haboföretag.

### Infrastruktur

#### Transporter
Från norr till söder genomkorsas kommunens östra delar av länsväg 195. De södra delarna av kommunen genomkorsas i väst-östlig riktning av riksväg 26/riksväg 47. De södra delarna av kommunen genomkorsas också från väster mot sydöst av järnvägen Jönköpingsbanan som trafikeras av regiontåget Västtågen mellan Falköping och Jönköping med station i Habo.

## Befolkning

### Demografi

#### Befolkningsutveckling
Kommunen har 13 456 invånare (31 december 2024), vilket placerar den på 172:a plats avseende folkmängd bland Sveriges kommuner.
| Befolkningsutvecklingen i Habo kommun 1970–2020 | Befolkningsutvecklingen i Habo kommun 1970–2020 | Befolkningsutvecklingen i Habo kommun 1970–2020 | Befolkningsutvecklingen i Habo kommun 1970–2020 | Befolkningsutvecklingen i Habo kommun 1970–2020 |
| ----------------------------------------------- | ----------------------------------------------- | ----------------------------------------------- | ----------------------------------------------- | ----------------------------------------------- |
|                                                 |                                                 |                                                 |                                                 |                                                 |
| År                                              |                                                 |                                                 | Folkmängd                                       |                                                 |
| 1970                                            | 1970                                            |                                                 | 5 666                                           |                                                 |
| 1975                                            | 1975                                            |                                                 | 6 675                                           |                                                 |
| 1980                                            | 1980                                            |                                                 | 8 085                                           |                                                 |
| 1985                                            | 1985                                            |                                                 | 8 761                                           |                                                 |
| 1990                                            | 1990                                            |                                                 | 9 498                                           |                                                 |
| 1995                                            | 1995                                            |                                                 | 9 577                                           |                                                 |
| 2000                                            | 2000                                            |                                                 | 9 578                                           |                                                 |
| 2005                                            | 2005                                            |                                                 | 9 842                                           |                                                 |
| 2010                                            | 2010                                            |                                                 | 10 741                                          |                                                 |
| 2015                                            | 2015                                            |                                                 | 11 314                                          |                                                 |
| 2020                                            | 2020                                            |                                                 | 12 433                                          |                                                 |

## Kultur

### Kulturarv
År 2022 fanns 311 fornlämningar, som hittats i Habo kommun, registrerade hos Riksantikvarieämbetet. Bland dessa återfinns exempelvis Kyrkestan i närheten av Riksväg 47, ett område som tros ha varit en grav- och kultplats från tiden 500 f.Kr. - 500 e.Kr. Där finns bland en stor stenrektangel, vars användningsområde inte kunnat fastställas.
År 2020 saknade kommunen byggnadsminnen, med undantag för det generella skyddet som finns för samtliga kyrkor inom Svenska kyrkan som uppfördes före 1940. En av dessa är Habo kyrka, som fick sitt nuvarande utseende 1723.

### Utmärkelser
År 2012 utsågs Habo av tidskriften Fokus till den bästa svenska kommunen att bo i.

### Kommunvapen
Blasonering: I sköld kluven av silver och grönt en genomgående bjälkvislagd gärdesgård i motsatta tinkturer.
Kommunbildningen genomfördes 1974. Det fanns inga äldre vapen eller sigill att inspireras av, och det dröjde fram till 1986 innan det nya vapnet kunde registreras i PRV. Enligt förslagsställaren syftar vapnet på ortnamnet, där förleden kan tolkas som "inhägnad".